# Akram Pacha
L’Akram Pacha (022), en arabe أكرم باشا) est l'un des cinq sous-marins de classe Kilo de la marine algérienne de conception soviétique,.

## Caractéristiques du sous-marin
Ce sous-marin algérien possède un déplacement de 2 350 tonnes en surface et de 3 950 tonnes en plongée ; sa vitesse est de 17 nœuds[réf. nécessaire].

## Équipement
- 4 missiles de croisière Kalibr Club-S 3M-14E d'une portée 300 km pour des frappes terrestres ou anti-navires[réf. souhaitée].
- 18 torpilles de 533 mm (six tubes).
- 24 mines.